# Guy Claude Bagnard
Guy Claude Bagnard (Montceau-les-Mines, 14 aprile 1937) è un vescovo cattolico francese.

## Biografia
Studia presso il Seminario universitario di Lione, l'Istituto Cattolico di Parigi e l'Università della Sorbona. Consegue il Diplome d'Études Approfondies (D.E.A.) in Teologia e in Filosofia.
È ordinato presbitero il 29 giugno 1965 per la diocesi di Autun.
L'8 luglio 1987 è nominato vescovo di Belley-Ars; riceve la consacrazione episcopale il 4 ottobre 1987 per l'imposizione delle mani del cardinale Albert Decourtray.
In occasione dell'edizione 2007 del Téléthon francese, la maratona televisiva che raccoglie fondi a favore della ricerca scientifica, levò la sua voce per riaffermare i principi della bioetica cattolica e in particolare i diritti dell'embrione. Condannando l'utilizzo degli embrioni per la ricerca, affermò: «l'umanità dell'embrione non è una questione di fede, ma una realtà scientifica».
Il 15 giugno 2012 papa Benedetto XVI accoglie la sua rinuncia al governo pastorale della diocesi di Belley-Ars per raggiunti limiti di età.
Ha pubblicato un libro sulla vita, la spiritualità e l'insegnamento di Giovanni Maria Vianney.

## Genealogia episcopale
La genealogia episcopale è:
- Cardinale Scipione Rebiba
- Cardinale Giulio Antonio Santori
- Cardinale Girolamo Bernerio, O.P.
- Arcivescovo Galeazzo Sanvitale
- Cardinale Ludovico Ludovisi
- Cardinale Luigi Caetani
- Cardinale Ulderico Carpegna
- Cardinale Paluzzo Paluzzi Altieri degli Albertoni
- Papa Benedetto XIII
- Papa Benedetto XIV
- Papa Clemente XIII
- Cardinale Marcantonio Colonna
- Cardinale Giacinto Sigismondo Gerdil, B.
- Cardinale Giulio Maria della Somaglia
- Cardinale Carlo Odescalchi, S.I.
- Vescovo Eugène de Mazenod, O.M.I.
- Cardinale Joseph Hippolyte Guibert, O.M.I.
- Cardinale François-Marie-Benjamin Richard de la Vergne
- Vescovo Marie-Prosper-Adolphe de Bonfils
- Cardinale Louis-Ernest Dubois
- Arcivescovo Jean-Arthur Chollet
- Arcivescovo Héctor Raphaël Quilliet
- Vescovo Charles-Albert-Joseph Lecomte
- Cardinale Achille Liénart
- Vescovo Adrien-Edmond-Maurice Gand
- Cardinale Albert Florent Augustin Decourtray
- Vescovo Guy Claude Bagnard